# 普吕梅利欧-比约济
普吕梅利欧-比约济（法語：Pluméliau-Bieuzy，法語發音：[plymeljo bjøzi]）是法国莫尔比昂省的一个市镇，属于蓬蒂维区。该市镇于2019年由原市镇普吕梅利欧和比约济合并而成。

## 地理
普吕梅利欧-比约济（47°57'30"N, 2°58'20"W）面积86.7 平方千米，位于法国布列塔尼大區莫尔比昂省，该省份为法国西北部沿海省份，位于布列塔尼半岛南部，北起阿摩尔滨海省、西接菲尼斯泰尔省，南濒大西洋，东南接大西洋卢瓦尔省，东临伊勒-维莱讷省。
与普吕梅利欧-比约济接壤的市镇（或旧市镇、城区）包括：盖恩、勒苏恩、圣蒂里奥、盖南、圣巴泰勒米、梅尔朗、埃沃利斯。
普吕梅利欧-比约济的时区为UTC+01:00、UTC+02:00（夏令时）。

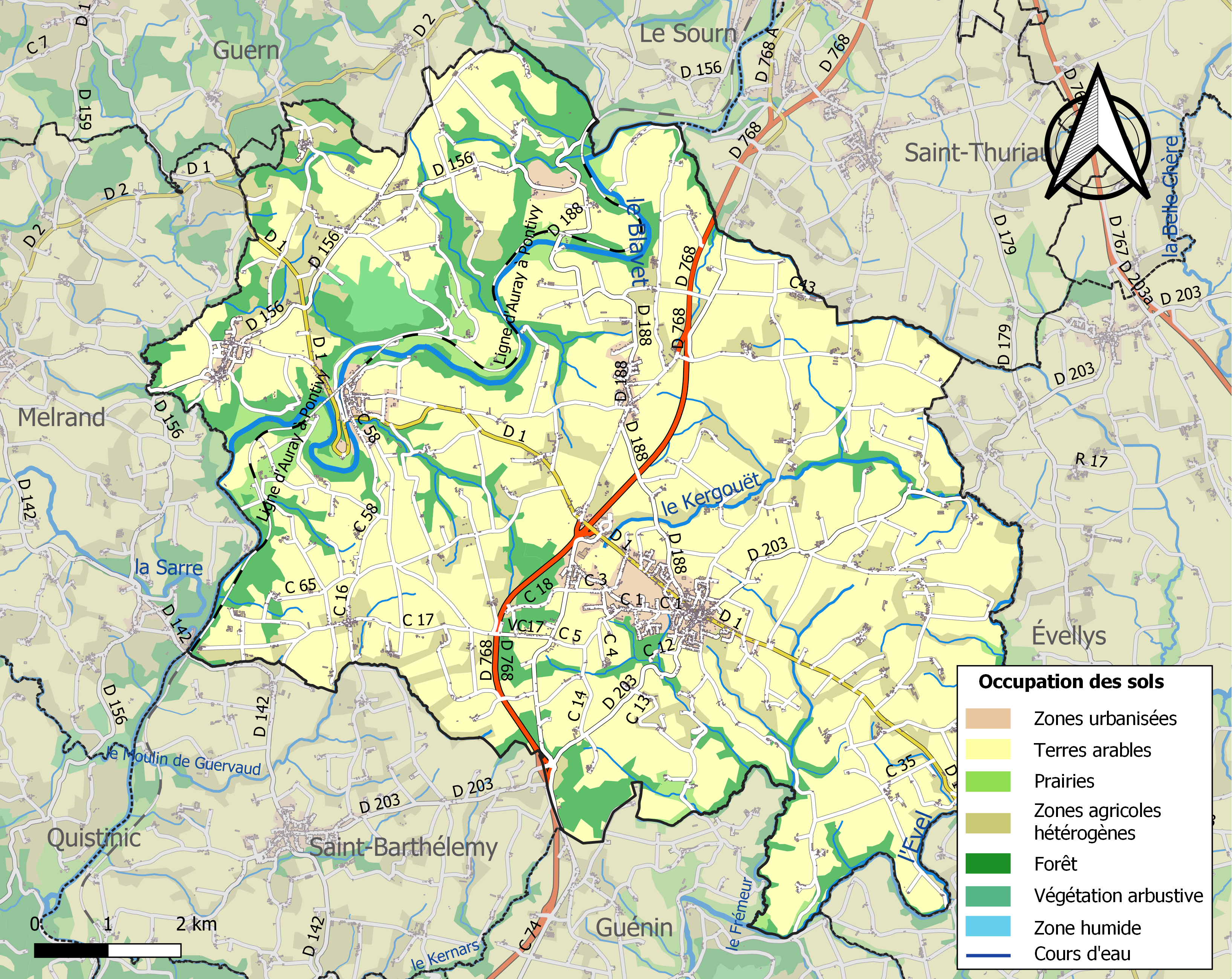
普吕梅利欧-比约济的OSM定位图

## 行政
普吕梅利欧-比约济的邮政编码为56930，INSEE市镇编码为56173。

## 政治
普吕梅利欧-比约济所属的省级选区为蓬蒂维县。

## 人口
普吕梅利欧-比约济于2022年1月1日时的人口数量为4535人。